# Oppidum (Kelten)

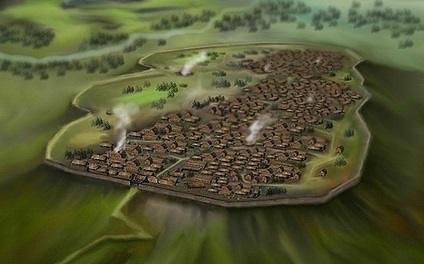
Keltisches Oppidum, 1. Jahrhundert v. Chr.

Unter einem Oppidum (lateinisch oppidum Befestigung, Schanzanlage, fester Platz; Plural: oppida) versteht man eine befestigte, stadtartig angelegte Siedlung der Latènezeit (späte Eisenzeit), 450 J. v. Chr. bis Christi Geburt.

## Begriffsbestimmung
Die Bezeichnung geht auf Gaius Iulius Caesars Schrift De bello Gallico (Vom Gallischen Krieg) zurück, in der er gallische Schanzanlagen beschrieb. Oppida waren in ganz West- und Mitteleuropa verbreitet. Charakteristisch sind vor allem die Befestigungen durch eine mit Erde oder Steinen verfüllte Schalmauer aus Holz, den sogenannten Murus Gallicus. Das Oppidum von Manching bei Ingolstadt ist das östlichste Oppidum mit einem Murus Gallicus, weiter östlich sind sogenannte Pfostenschlitzmauern als Befestigungen nachgewiesen.
Als Oppida werden oft frühe Großsiedlungen bezeichnet; über ihre Infrastruktur ist jedoch wenig bekannt. Wie Ausgrabungen in Manching, auf dem Titelberg in Luxemburg und in Bibracte in Frankreich zeigen, weisen zumindest einige eine dichte und regelmäßige Innenbebauung auf. Konzentrationen mediterraner Importe beweisen die Bedeutung dieser Siedlungen im Handelsnetz der Latènezeit. Oft sind die Oppida auch mit Heiligtümern verbunden. Die so genannte (keltische) Oppida-Kultur in der Spätlatènezeit zeichnet sich vor allem dadurch aus, dass in diesen meist großen Siedlungen stadtartige Strukturen aufgebaut wurden, dass vielfältige Handelsbeziehungen existierten und eine zunehmende Spezialisierung und Differenzierung der ansässigen Arbeitsbereiche (Handwerk, Verwaltung) feststellbar ist.
Der Begriff wird aber auch für Ansiedlungen der Spätantike verwendet, so spricht man etwa von Salzburg als vom oppidum Iuvavum. Ein Oppidum in diesem Sinne ist schlicht eine Ansiedlung, die (noch) keine Stadtrechte besitzt.

## Forschungsgeschichte
Viele Oppida waren aufgrund der Geländemerkmale schon länger in den Fokus örtlicher Gelehrter geraten. Die ersten wissenschaftlichen Ausgrabungen fanden jedoch in der zweiten Hälfte des 19. Jahrhunderts statt. Marksteine der Forschung wurden die Grabungen von:
- E. Castagne in Murcens 1868,
- E. Stoffel von 1862 bis 1864 in Alesia und Gergovia,
- O. Vauville 1886 und 1887 in Pommiers, Picardie.
- J. Finck 1892 und 1893 in Manching
- J. L. Pič veröffentlichte 1903 seine Ausgrabung in Stradonice (Tschechien).

Die Grabungen von Jacques Gabriel Bulliot und später von seinem Neffen Joseph Déchelette (1862–1914) zwischen 1867 und 1907 auf dem Mont Beuvray waren der Durchbruch. Etwa um 1900 stand fest, dass ähnliche Siedlungen im 2. und 1. Jahrhundert v. Chr. von den Britischen Inseln bis Ostmitteleuropa existiert hatten. Aufgrund der kulturellen Übereinstimmung am Ende der Eisenzeit entwickelte Déchelette, Kurator des Musée des Beaux-Arts et d'Archéologie von Roanne, zu Beginn des 20. Jahrhunderts seine Theorie von der „Oppida-Zivilisation“. Durch den frühen Tod Déchelettes geriet die Oppida-Forschung ins Stocken. 25 Jahre später wurde sie in Deutschland durch Joachim Werners Aufsatz „Die Bedeutung des Städtewesens für die Kulturentwicklung des frühen Keltentums“ wiederbelebt. Er stellte den urbanen Aspekt der Befestigungen in den Vordergrund.

## Wichtige Oppida

### Deutschland
- Alcimoennis auf dem Michelsberg bei Kelheim
- Altenburg-Rheinau
- Donnersberg
- Ehrenbürg
- Fentbach-Schanze bei Weyarn
- Finsterlohr, Burgstall bei Creglingen
- Heidengraben
- Heidenmauer (Pfalz)
- Heiligenberg (Heidelberg), Heidelberg
- Houbirg
- Oppidum Kastel-Staadt
- Tarodunum, Kirchzarten
- Lokodunum (Oppidum)
- Manching
- Martberg bei Müden, Karden bzw. Pommern an der Untermosel
- Miesbach Fentbachschanze
- Oppidum Momberg bei Gronig
- Oppidum Öchsenberg
- Ringwall von Otzenhausen
- Oppidum auf dem Staffelberg bei Bad Staffelstein
- Steinsburg auf dem Kleinen Gleichberg
- Wallendorf (Eifel)

#### Hessen
Siehe auch Liste vor- und frühgeschichtlicher Wallanlagen in Hessen:
- Oppidum Amöneburg, Amöneburg (Landkreis Limburg-Weilburg)
- Dornburg (Landkreis Limburg-Weilburg)
- Ringwallanlage Dünsberg
- Glauberg
- Heidetränk-Oppidum, Oberursel (Taunus)
- Ringwallanlage und Oppidum Höhberg, Merenberg (Landkreis Limburg-Weilburg)
- Oppidum Milseburg

### England
- Lindinis

### Frankreich
- Alesia
- Avaricum
- Besançon-Vesontio
- Bibracte
- Bibrax
- Bratuspantium[1]
- Cenabum[2]
- Corent
- Durocortorum
- Ensérune
- Entremont
- Gergovia
- Gesoriacum (Bononia)
- Glanum
- Gondole bei Le Cendre
- Jastres
- Joeuvres
- Lutetia Parisiorum bei Paris
- La Cheppe, genannt „Camp d’Attila“ (Champagne-Ardenne)
- La Roque auf der Montagnette
- Langres
- Nîmes
- Noviodunum[3] bei Soissons
- Murcens (Okzitanien)
- Samarobriva
- Sottium (Sottium)
- Vaison-la-Romaine

### Italien
- Ocelum (Gallia cisalpina)

### Luxemburg
- Titelberg

### Österreich
- Roseldorf (Gemeinde Sitzendorf), Niederösterreich
- Höhensiedlung Burg in Schwarzenbach, Niederösterreich
- Braunsberg (Hundsheimer Berge) bei Hainburg an der Donau
- Idunum bei Villach
- Kulm (Oststeiermark)
- Leopoldsberg an der Donau bei Wien
- Bregenz-Brigantion
- Gründberg bei Linz
- Freinberg (Linz) in Linz
- Wien – Vedunia
- Bei Salzburg Iuvavum

### Ungarn
- Gellérthegy (Budapest)
- Tihany
- Velem-Szentvid

### Schweiz
- Altenburg-Rheinau
- Basel
- Bas-Vully (Mont Vully)
- Bern-Engehalbinsel
- Bois de Châtel (Avenches/Aventicum)
- Eppenberg
- Roggwil
- Genf
- Jensberg
- Lausanne
- Lindenhof in der Stadt Zürich
- Martigny
- Mont Chaibeuf
- Mont Terri
- Sermuz
- Uetliberg auf dem Gemeindegebiet von Stallikon, bei Zürich
- Vindonissa bei Windisch

### Spanien
- Numantia
- Porcuna (von Römern Obulco umgetauft)

### Tschechien
- České Lhotice
- Oppidum Hostýn (in Mährischer Pforte)
- Oppidum Hrazany
- Oppidum Nevězice
- Staré Hradisko (in Mähren)
- Oppidum Stradonice
- Oppidum Třísov
- Oppidum Vladař
- Oppidum Závist in der Nähe von Prag

### Slowakei
- Oppidum Bratislava
- Oppidum Theben
- Oppidum Pohanská

### Übersichten
- Bettina Arnold, Blair Gibson (Hrsg.): Celtic chiefdom, Celtic state: the evolution of complex social systems in prehistoric Europe, Cambridge University Press, Cambridge 1995, ISBN 0-521-46469-2.
- Françoise Audouze, Olivier Buchsenschutz (Hrsg.): Villes, villages et campagnes de l'Europe celtique du début du IIe millénaire à la fin du Ie siècle avant J.-C., Hachette, Paris 1989, ISBN 2-01-005629-9.
  - engl. Übers.: Towns, villages and countryside of Celtic Europe : from the beginning of the second millennium to the end of the first century BC, Indiana University Press, Bloomington 1992, ISBN 0-253-31082-2.
- Olivier Buchsenschutz: Structures d'habitats et fortifications de l'âge du fer en France septentrionale, Société préhistorique française, Mémoires de la Société préhistorique française 18, Paris 1984.
- John Collis: Oppida: earliest towns north of the Alps, University of Sheffield, Dept. of Prehistory and Archaeology, Sheffield 1984, ISBN 0-906090-19-9.
- Barry Cunliffe, Trevor Rowley (Hrsg.): Oppida, the beginnings of urbanisation in Barbarian Europe, Kongressdokument, vorgetragen auf einem Kongress in Oxford, Oktober 1975, British Archaeological Reports, Oxford 1976, ISBN 0-904531-46-5.
- Stephan Fichtl: La ville celtique. Les Oppida de 150 av. J-C.a 15 ap. J-C., Ed. Errance, Paris 2000, ISBN 2-87772-183-3.
- Sabine Rieckhoff, Stephan Fichtl: Keltenstädte aus der Luft. Stuttgart 2011, ISBN 978-3-8062-2242-5.

### Einzelne Oppida
- Olivier Buchsenschutz, Hervé Richard: L'environnement du Mont Beuvray, Collection "Bibracte" 1, Centre Archéologique Européen, Glux-en-Glenne 1996, ISBN 2-909668-10-X.
- Ferdinand Maier [et al.]: Ergebnisse der Ausgrabungen 1984–1987 in Manching, Die Ausgrabungen in Manching 15, Steiner, Stuttgart 1992, ISBN 3-515-05807-9.
- Susanne Sievers: Manching: Führer zu archäologischen Denkmälern in Bayern, Oberbayern, Bd. 3, Theiss, Stuttgart 2003, ISBN 3-8062-1765-3.
- Susanne Sievers: Manching: die Keltenstadt, Archäologische Staatssammlung, München 2003, 2. aktualisierte Ausgabe, Theiss, Stuttgart 2007, ISBN 978-3-8062-1765-0.
- Karla Motyková, Petr Drda, Alena Rybová: Závist. Keltské hradiště ve středních Čechách, Památníky naší minulosti 9, Academia, Prag 1978 (deutsche Zusammenfassung unter dem Titel: Závist, ein keltischer Burgwall in Mittelböhmen).
- Miloš Čižmář: Keltské Oppidum Staré Hradisko, Vlastivědné Muzeum v Olomouci, Olomouc 2002, ISBN 80-85037-32-7 (Zusammenfassung in englischer Sprache).